# Vol World Airways 30
Le soir du 23 janvier 1982, le McDonnell Douglas DC-10 effectuant le vol World Airways 30, un vol intérieur régulier reliant Oakland, en Californie, à Boston, dans le Massachusetts, avec une escale prévue à Newark ne parvient pas à s'arrêter avant la fin de la piste, lors de son atterrissage à l'aéroport international Logan de Boston, et s'immobilise dans les eaux glacées du Boston Harbor. Deux passagers sont portés disparus et sont présumés morts de noyade, on dénombre également 39 blessés parmi des 210 autres personnes à bord.

## Contexte

### Vol et équipage
Le vol World Airways 30 était un vol régulier reliant Oakland à Boston, via Newark, dans le New Jersey. Le 23 janvier 1982, après une première étape du vol se déroulant sans incident, le DC-10 décolle de Newark piloté par le commandant Peter Langley, 58 ans et totalisant 18 091 heures de vol dont 1 969 sur DC-10, le premier officier Donald Hertzfeld, âgé de 38 ans et totalisant environ 8 600 heures de vol, et le mécanicien de bord William Rodger, 56 ans et totalisant environ 20 000 heures de vol. Parmi le personnel navigant se trouvaient également 9 hôtesses et stewards.

### Avion

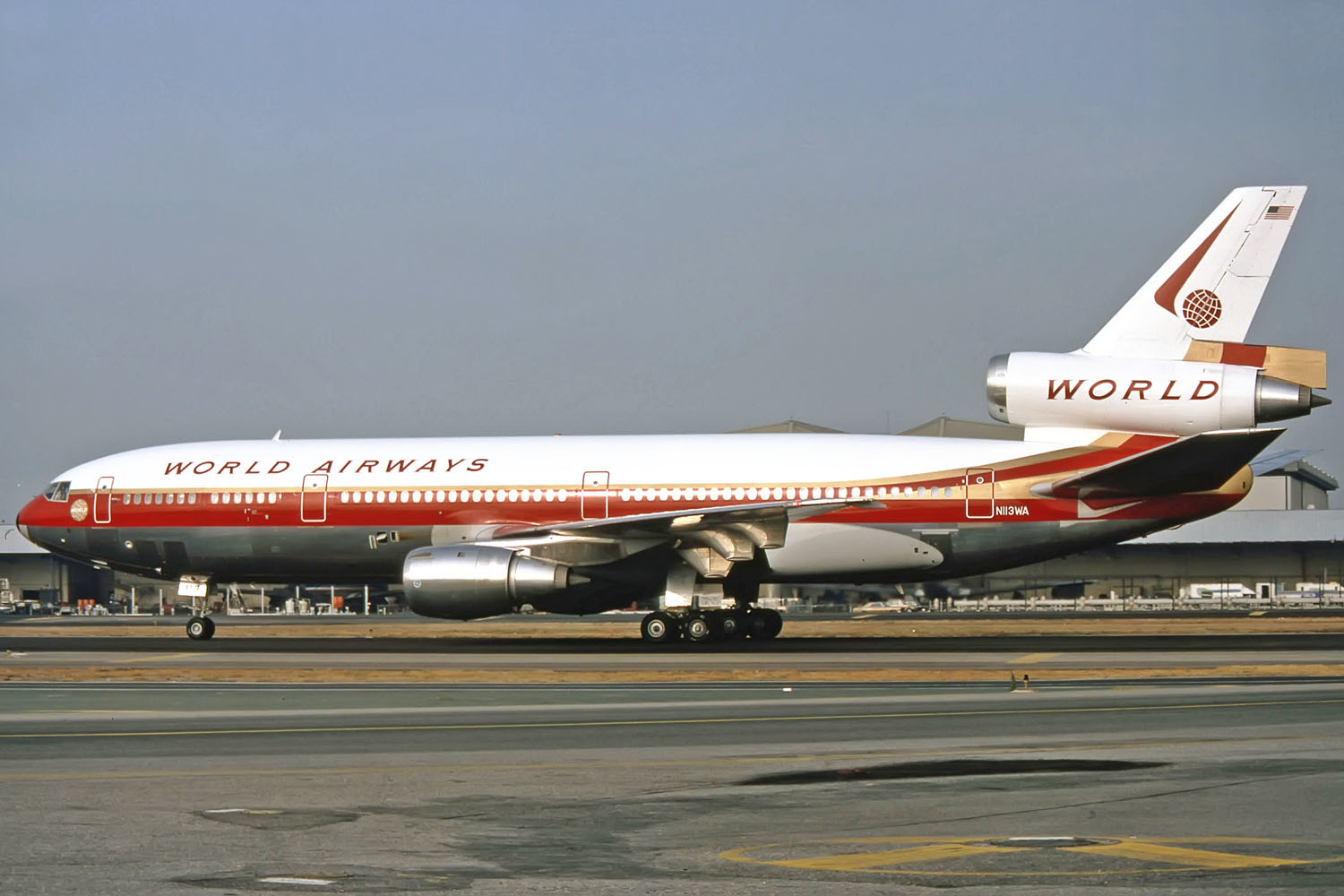
Le DC-10 impliqué dans l'accident (N113WA), photographié à l'aéroport international de Los Angeles en septembre 1980.

L'appareil impliqué était un McDonnell Douglas DC-10-30CF et immatriculé N113WA aux États-Unis (numéro de série 47821). Il avait été acheté neuf par la compagnie World Airways, à laquelle il fut livré le 27 mai 1980 soit moins de deux ans avant l'accident, et totalisait environ 6 327 heures de vol,.

### Conditions météorologiques
Au soir du 23 janvier 1982, le temps est couvert avec une visibilité de 4 kilomètres, une pluie légère et du brouillard à l'aéroport international Logan de Boston. La température extérieure est de 3 °C avec un vent léger venant du nord-nord-ouest. La surface de la piste 15R sur laquelle l'avion doit se poser est recouverte de neige durcie et de glace recouverte d'eau de pluie. Deux heures avant l'accident, un véhicule au sol avait signalé que le freinage sur la piste était « passable à mauvais ». Par la suite, plusieurs pilotes avaient signalé un freinage « mauvais » et un pilote avait signalé un freinage « mauvais à nul ».

## Déroulement des faits
À 19 h 35 (ET) lors de l'atterrissage à Boston, le DC-10 touche le sol 850 mètres au-delà du seuil décalé de la piste. Dans des circonstances normales, un tel incident aurait été d'une importance mineure et l'avion aurait eu suffisamment d'espace pour s'arrêter complètement sur les 3000 mètres de la piste. Cependant, la piste est à ce moment-là couverte de glace, et le freinage est mauvais à nul (bien que rapporté aux pilotes comme « passable à mauvais »).
Lorsqu'il devient évident que l'avion ne va pas pouvoir s'arrêter sur la piste et que l'espace restant sur la piste est insuffisant pour décoller à nouveau (manœuvre de « posé-décollé »), les pilotes font sortir l'avion de la piste en afin de ne pas heurter les feux d'approche au-delà de la piste. L'avion dérape alors à travers un champ et une voie de circulation, avant de s'immobiliser à 19 h 36 dans les eaux du Boston Harbor, dont la température est de −1 °C.
La partie avant du DC-10 abritant le poste de pilotage et la cuisine avant se sépare alors du reste de l'avion, submergeant la première rangée de sièges passagers. Les trois pilotes, deux agents de bord et trois passagers se retrouvent à l'eau. Deux passagers, Walter Metcalf (70 ans) et son fils Leo Metcalf (40 ans), ne seront jamais retrouvés et sont présumés morts de noyade. Les 210 autres passagers et membres d'équipage, parmi lesquels la documentariste et animatrice de télévision Justine Shapiro, survivent bien que 39 personnes aient besoin d'une hospitalisation,.
Huit jours plus tard, l'avion est tracté hors de la boue du Boston Harbor à l'aide de grues. Après stockage dans une partie peu utilisée de l'aéroport, l'appareil est considéré comme trop endommagé pour être réparé, et radié,.

## Causes de l'accident
Après l'enquête, le Conseil national de la sécurité des transports (NTSB) conclut dans son rapport final, publié en juillet 1985, que l'accident était probablement dû à l'efficacité minimale du freinage sur la piste couverte de glace, au manque d'efforts de la part de la direction l'aéroport pour évaluer l'état de la piste afin d'assurer la sécurité des opérations d'atterrissage, à la non-transmission des derniers rapports de freinage au pilote de la part du contrôle du trafic aérien, ainsi qu'à la décision du commandant de bord d'accepter et de maintenir une vitesse excessive à partir de l'automanette pendant l'approche de la piste, ce qui a provoqué l'atterrissage de l'avion à environ 850 mètres au-delà du seuil décalé de la piste,.
Toujours d'après le NTSB, d'autres facteurs ont contribué à l'accident comme l'inadéquation du système de rapports de l'époque pour transmettre des informations fiables sur l'efficacité du freinage. 
Le rapport final a également été pointée du doigt l'absence de dispositions spécifiques dans les régulations de la FAA. 
Une première pour exiger que la direction de l'aéroport mesure le taux de glisse des pistes à l'aide de procédures normalisées et utilise des critères normalisés pour évaluer et signaler l'efficacité du freinage ainsi que pour prendre des décisions concernant les pistes plus proches. 
Une seconde pour que les exploitants fournissent aux personnels navigants les informations nécessaires afin d'établir une corrélation entre l'efficacité du freinage sur les pistes contaminées et les distances d'arrêt des avions. 
Enfin, une troisième pour que les longueurs minimales de piste étendues pour l'atterrissage sur les pistes prennent en compte de manière adéquate la réduction de l'efficacité du freinage due au verglas et à la neige.